# Yrkande
Yrkande är en sammanträdesteknisk term som avser ett tydligt förslag eller en fordran som ställs till ett föreningsmöte, en beslutande församling, en domstol eller liknande. Att framlägga ett yrkande kallas ofta att yrka och innebär ett krav eller fordran genom framlagt förslag till beslut.
I svensk föreningstradition skiljer man på ett yrkande och en motion. Motioner är oftast skriftliga och skall lämnas en viss tid före sammanträdet, och de innehåller ofta både motiveringar och mer specifika yrkanden. Yrkandena är ofta formulerade som "att-satser". Yrkanden kan ofta också framläggas muntligt, och kan framställas under eller direkt efter en diskussion. I engelskspråkig tradition används ordet "motion" både för "motion" och "yrkande", det senare även i dess juridiska mening. "Jag yrkar (att)..." motsvaras på engelska av "I move (that)...".
I svensk rätt beskrivs begreppet yrkande i regeringsformen, riksdagsordningen och kommunallagen.

## Föreningsrättsligt
Ett (omedelbart) yrkande kan oftast framläggas inför en beslutande församling av församlingsmedlem eller den som blivit adjungerad av församlingen med yrkanderätt. (Yrkanden som substantiella delar av motioner kan läggas fram av dem som har motionsrätt.)
Yrkanden delas i allmänhet in i två kategorier
- Formella yrkanden, till exempel bordläggning och remiss
- Sakyrkanden, med förslag om åtgärder av mer varaktig betydelse.

## Processrättsligt
Inom juridiken är ett yrkande det man vill att rätten skall besluta. En försvarsadvokat i ett brottmål kan exempelvis yrka på att dess klient frikänns. Ett skadeståndsyrkande är ett yrkande om skadestånd, exempelvis Jag yrkar att tingsrätten förpliktigar Pelle att åt mig ge 1000 kronor för sveda och värk.